# Kẹo bông

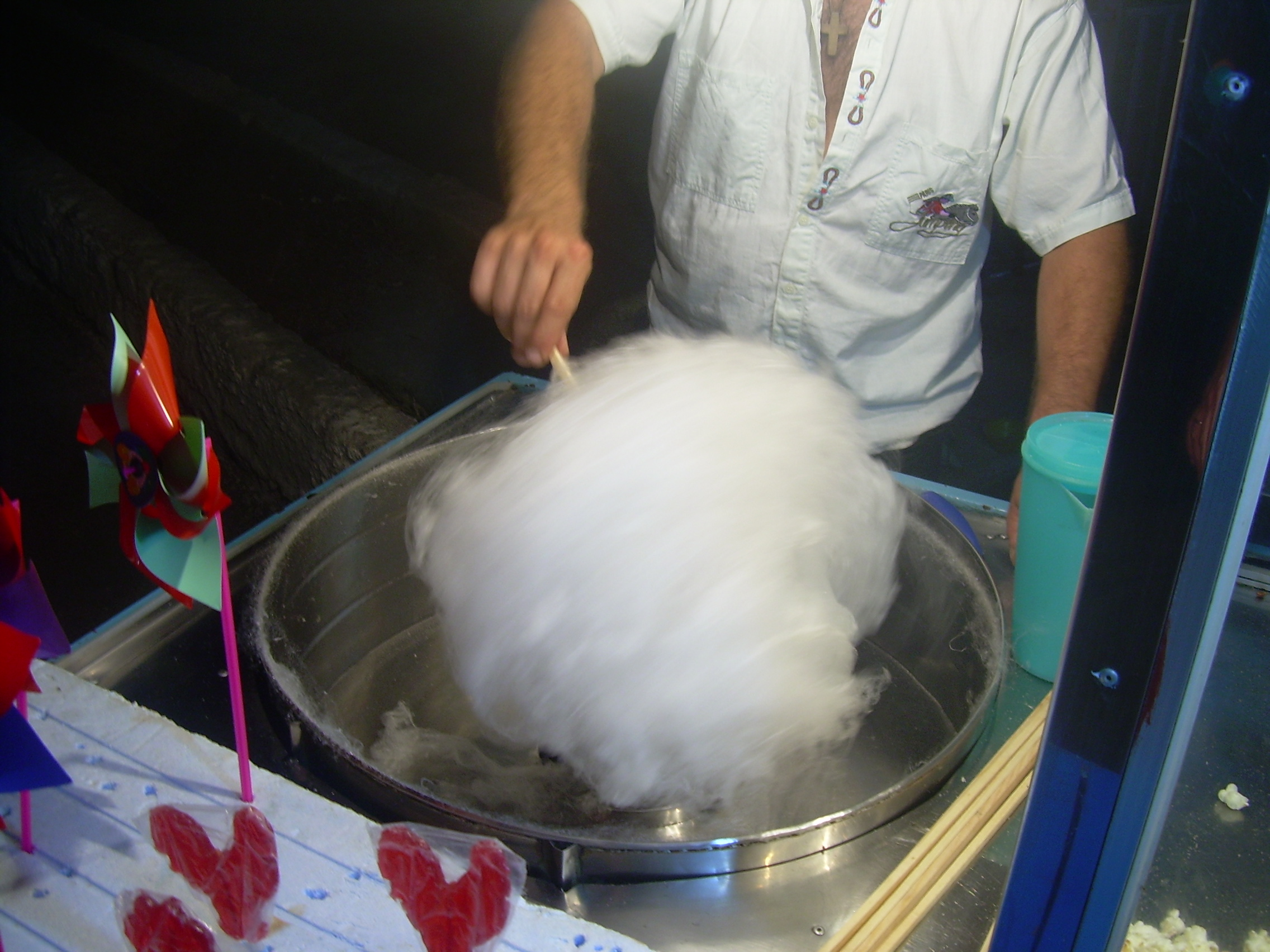
"Quay" kẹo bông.

Kẹo bông hay kẹo bông gòn, kẹo bông đường là một loại kẹo được làm từ nguyên liệu chính là đường được nung nóng và hóa lỏng, quay tròn ly tâm qua các lỗ nhỏ, sau khi đường nguội và đông cứng lại thành các sợi mịn, chúng được kết lại tạo thành từng đám bông (giống như mây) trên một thanh cầm, nón giấy hoặc túi nhựa. Như thế, hình thức cơ bản tạo ra kẹo là tách đường, kéo thành sợi, đám bông chủ yếu chỉ là không khí. Kẹo bông có màu sắc cơ bản là màu trắng như những đám mây nhưng cũng có thể có nhiều màu khác nhau do bỏ thêm phẩm màu. Kẹo có vị ngọt lịm, to xù và nhanh tan, kẹo bông không mát như kem nhưng tan còn nhanh hơn cả kem.
Kẹo bông được sản xuất và bán trên toàn cầu - được biết đến với tên gọi  cotton candy ở Hoa Kỳ, fairy floss ở Úc hay candy floss ở Anh, Ireland, New Zealand, Nam Phi, Ai Cập, Ấn Độ và Sri Lanka. Bánh kẹo tương tự bao gồm  sohan papdi ở Ấn Độ và pashmak ở Iran. Ở Việt Nam, đây là một thứ quà vặt khá phổ biến, được bày bán nhiều trên phố, rạp xiếc, nơi vui chơi giải trí hoăc trước cổng trường và được học sinh, trẻ con ưa thích, những người bán kẹo bông cũng thường dùng xe bán đồ ăn giống như những người bán kẹo kéo.

## Lịch sử

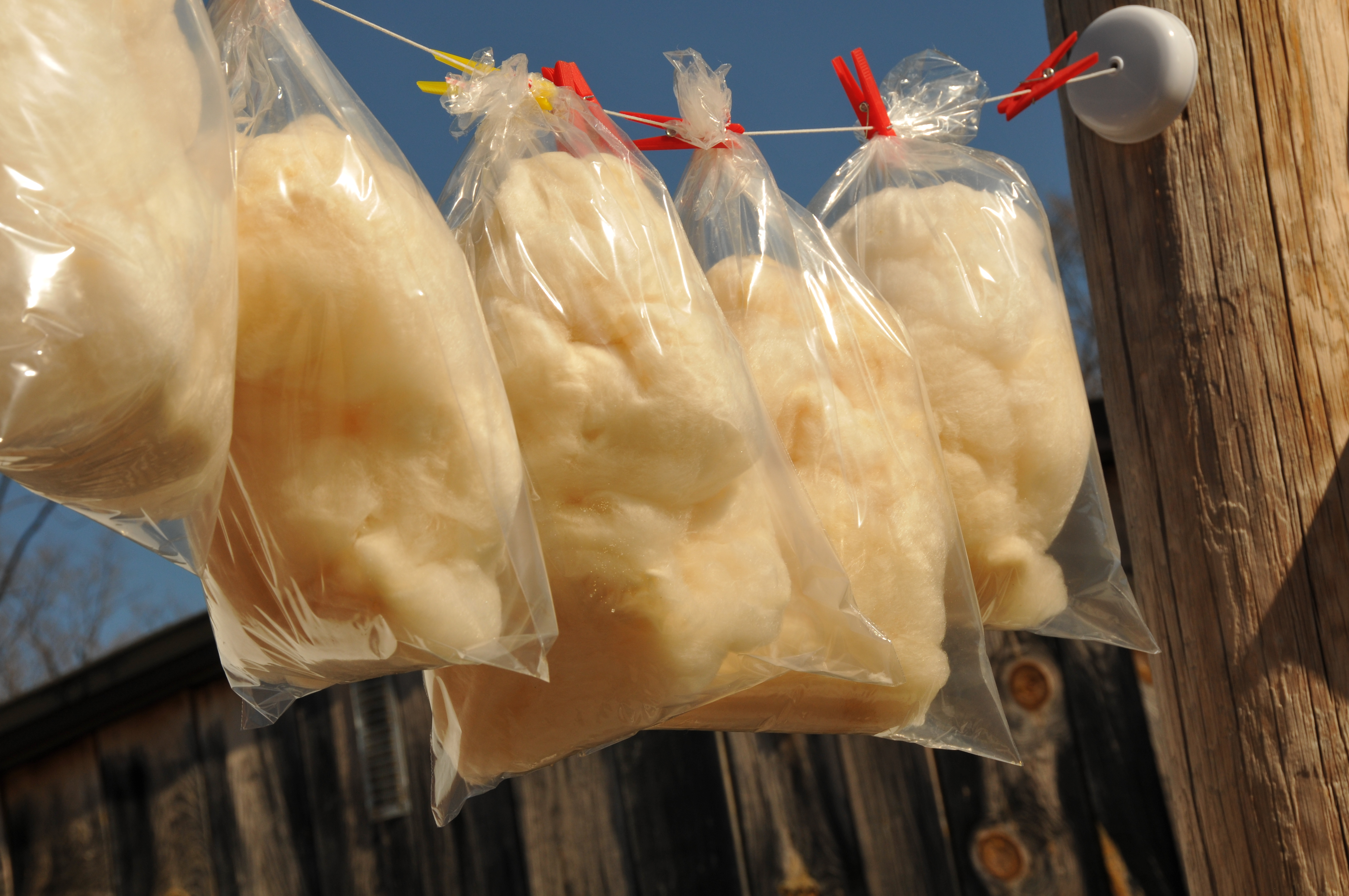
Kẹo bông, Pakenham, Canada.

Kẹo bông lần đầu tiên xuất hiện ở châu Âu vào thế kỷ 19. Vào thời điểm đó, để tạo ra đường kéo thành sợi rất tốn sức lao động, chi phí cao và giới trung lưu khó có thể mua được. Máy kéo thành sợi kẹo bông đã được phát minh vào năm 1897 bởi nha sĩ William Morrison và thợ làm bánh mứt John C. Wharton, máy này lần đầu tiên giới thiệu tại Hội chợ Thế giới 1904 tại St. Louis với tên gọi "Fairy Floss" đã thu được thành công lớn, bán được 68.655 cây kẹo với giá 25¢ (tương đương $8,14 năm 2022), thu được một nửa chi phí bỏ ra khi tham gia hội chợ. Vào những năm 1920, "Fairy floss" được đổi thành cotton candy (kẹo bông).
Nhiều nguồn tin cho rằng kẹo bông có nguồn gốc từ Ý vào đầu thế kỷ 15.
Joseph Lascaux, một nha sĩ từ New Orleans, Louisiana, đã phát minh ra một chiếc máy làm kẹo bông vào năm 1921. Trên thực tế, bằng sáng chế Lascaux đã đặt tên cho kẹo là "cotton candy" và tên "fairy floss" đã biến mất, mặc dù nó vẫn giữ nguyên tên này tại Úc. Vào những năm 1970, một chiếc máy làm kẹo bông tự động đã được phát minh để tạo ra sản phẩm và đóng gói nhanh chóng. Điều này làm cho nó dễ dàng hơn trong việc sản xuất và có sẵn để bán tại các lễ hội, hội chợ và cửa hàng trong những năm 1970 trở đi.
Tootsie Roll Industries, nhà sản xuất kẹo bông lớn nhất thế giới, với các vị trái cây và đóng bao bì được gọi là Stuff Fluffy.
Hoa Kỳ kỷ niệm Ngày kẹo bông vào ngày 07 tháng 12.

## Chế biến
Kẹo bông được chế biến khá đơn giản, với dụng cụ chế biến là một thùng làm kẹo thô sơ hình tròn có trục xoay tạo sức nóng, ở giữa chiếc máy có một cái lỗ để bỏ đường vào. Từ những cục đường nhỏ có màu trắng, xanh, hoặc đỏ, người chế biến cho vào trục giữa (phần tâm) của thùng làm kẹo, và bật công tắc hoặc đạp chân vào chiếc bàn đạp bên dưới. Sức nóng tỏa ra làm cho đường tan chảy ra thành những sợi tơ mỏng, những sợi tơ trắng, xanh, đỏ kết lại thành những sợi tơ đường và được thổi dạt ra vành thùng. Sau khi tạo xong thì người chế biến dùng cây que dài vét và quay tròn cho lớp bông gòn ấy dính vào thành từng lớp và cho vào bao nilông. Kẹo bông nhạy cảm với độ ẩm, và trong các mùa hè ẩm ướt, quá trình làm kẹo có thể bị xáo trộn và kẹo dễ dính.
Ở Mỹ, cho đến năm 1949, khi Gold Medal cho ra đời loại máy làm kẹo tiên tiến của họ, đến nay chúng chiếm hầu hết loại máy được bán trên thị trường và các sản phẩm kẹo bông được làm tương tự ở nước này. Năm 1978, chiếc máy tự động đầu tiên được sử dụng để sản xuất kẹo bông ra đời. Kể từ đó, những sáng tạo và đổi mới không ngừng của máy làm kẹo bông ngày càng lớn hơn. Chúng có nhiều kích cỡ khác nhau. Các máy móc hiện đại dùng sản xuất cho mục đích thương mại có thể chứa tới 3 pound (1,4 kg) đường và có các ngăn để lưu trữ thêm hương vị. Chiếc bát quay ở đỉnh quay với tốc độ 3.450 vòng/phút.

## Hình ảnh

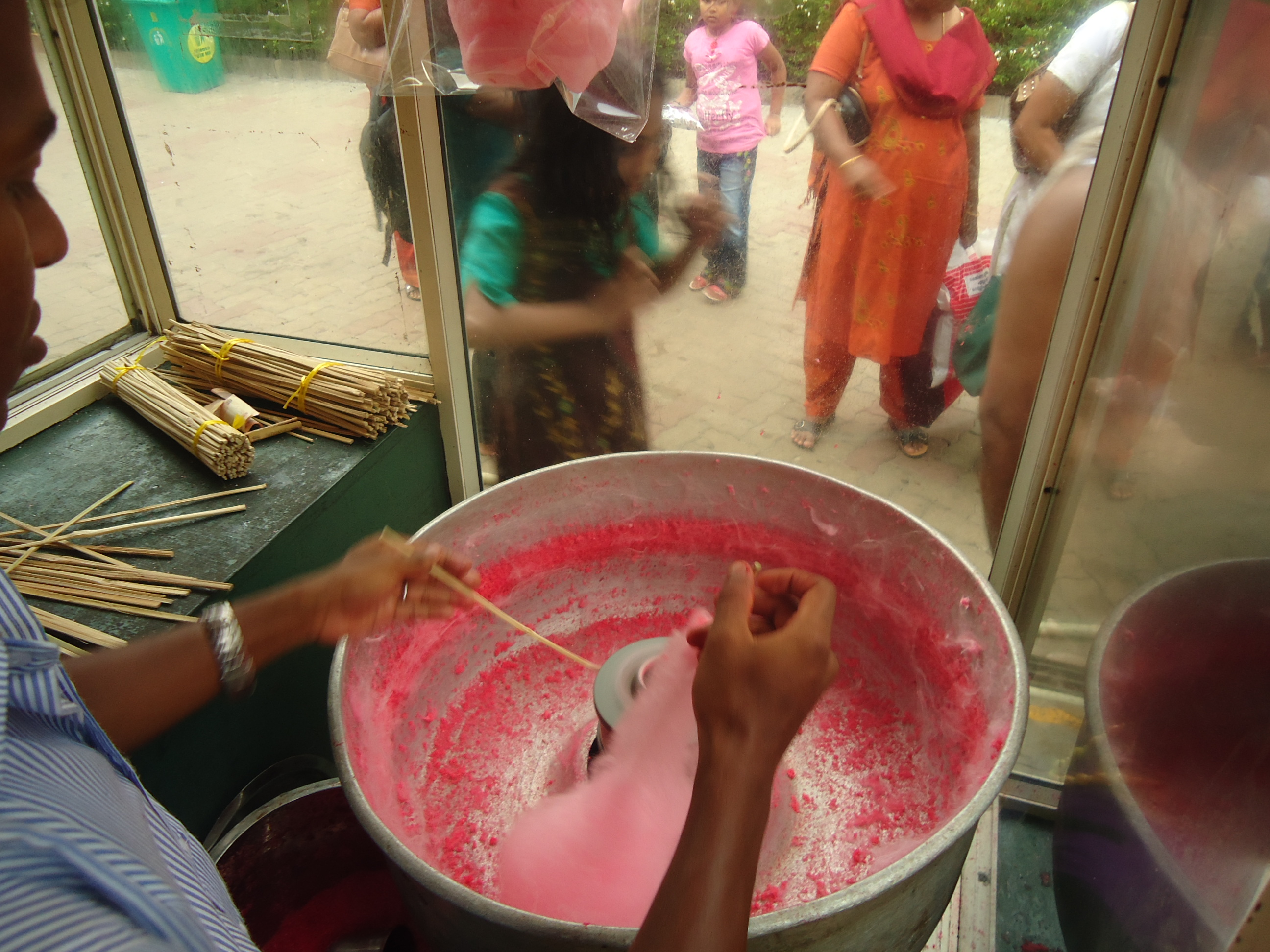
Chế biến kẹo bông, Satkhira, Bangladesh
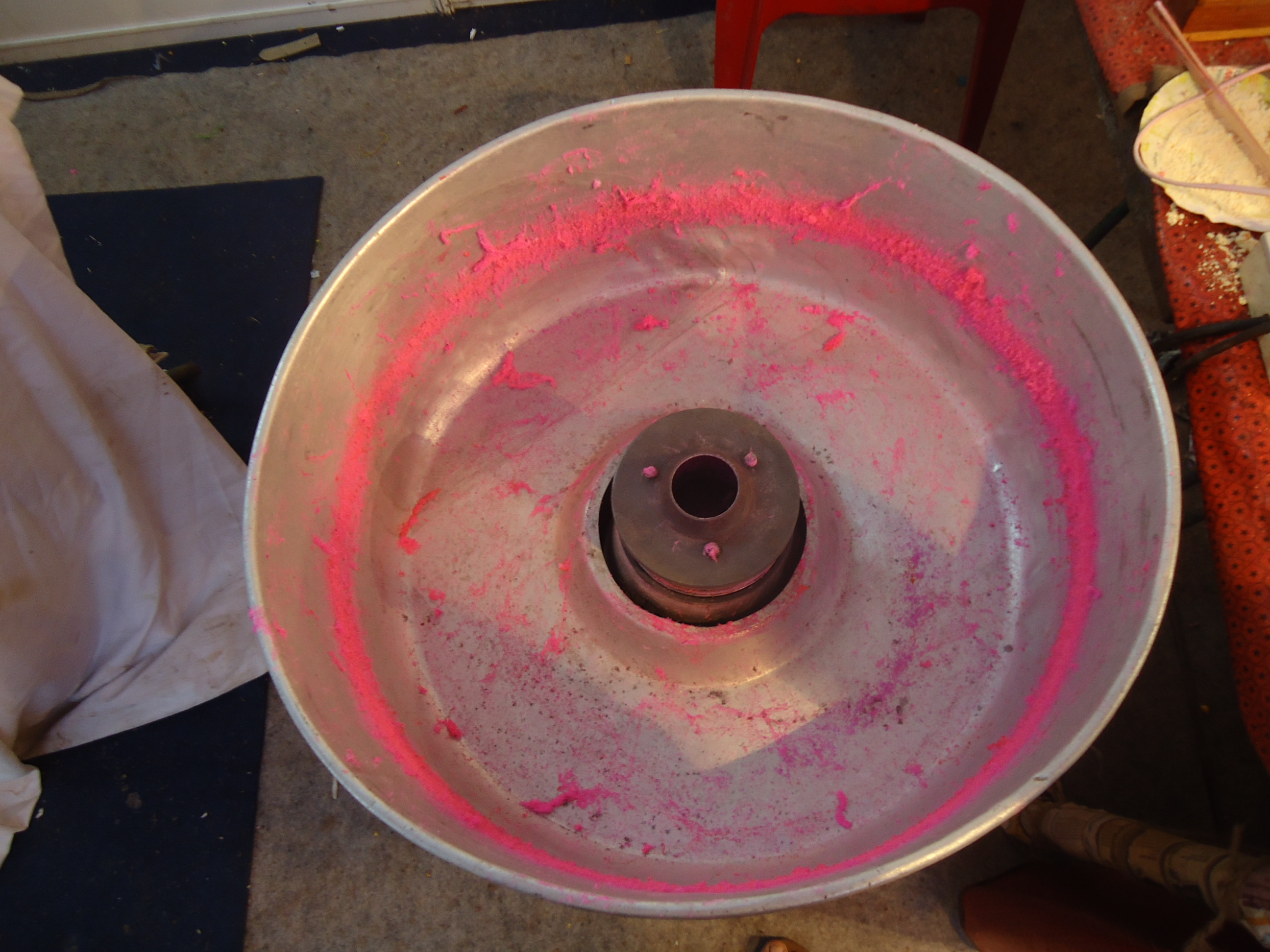
Thùng làm kẹo bông
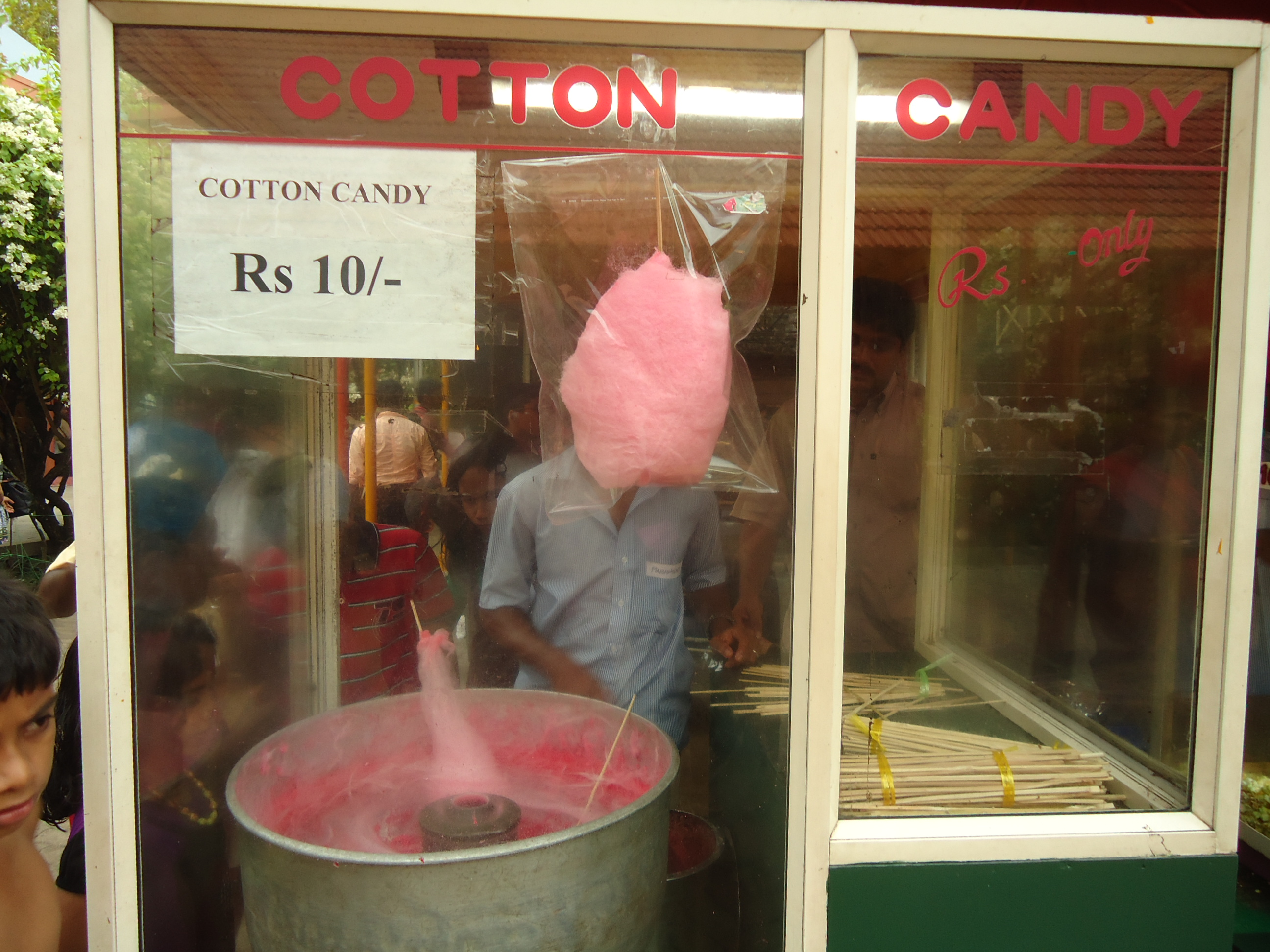
Cửa hàng kẹo bông
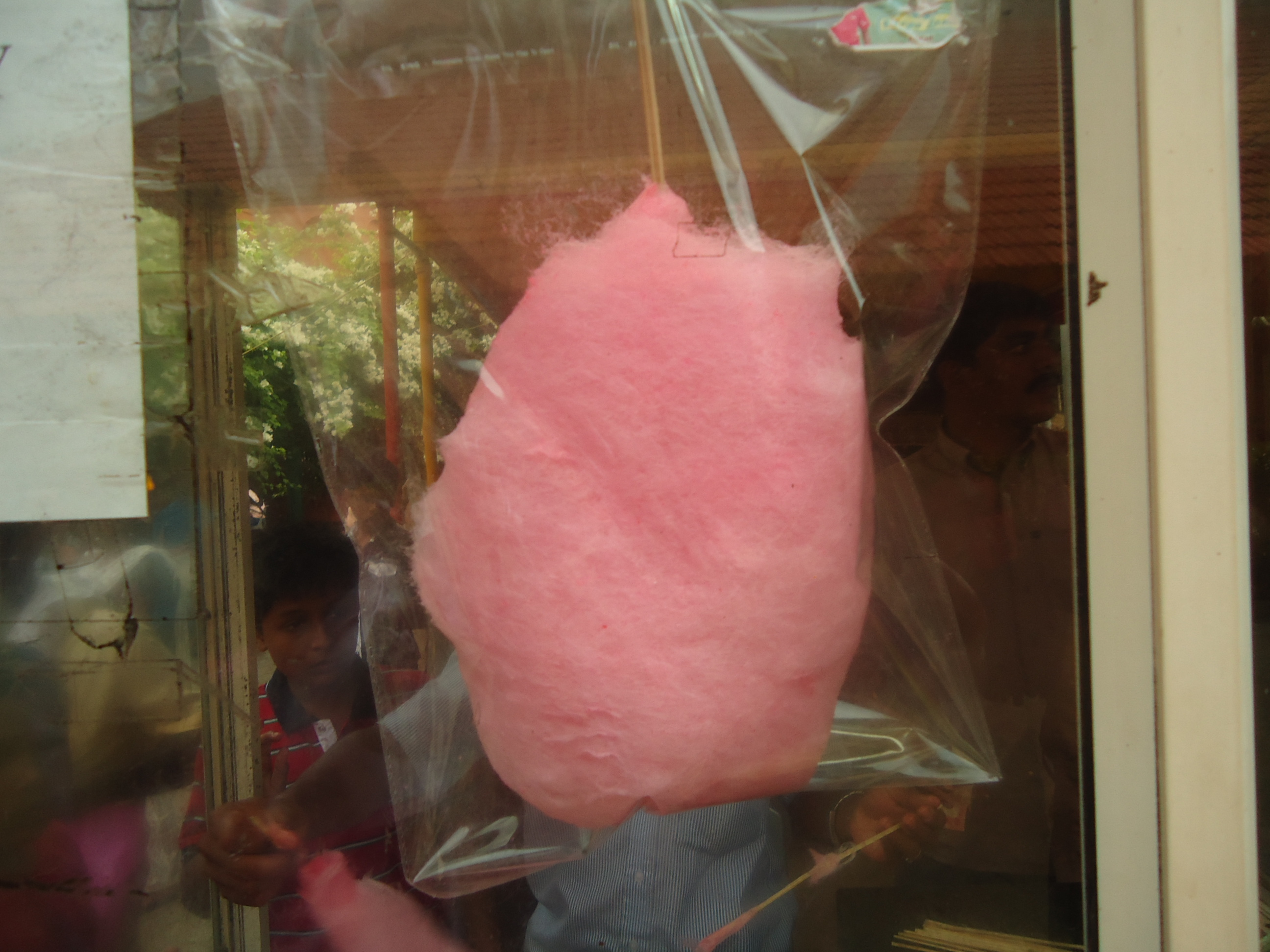
Thành phẩm
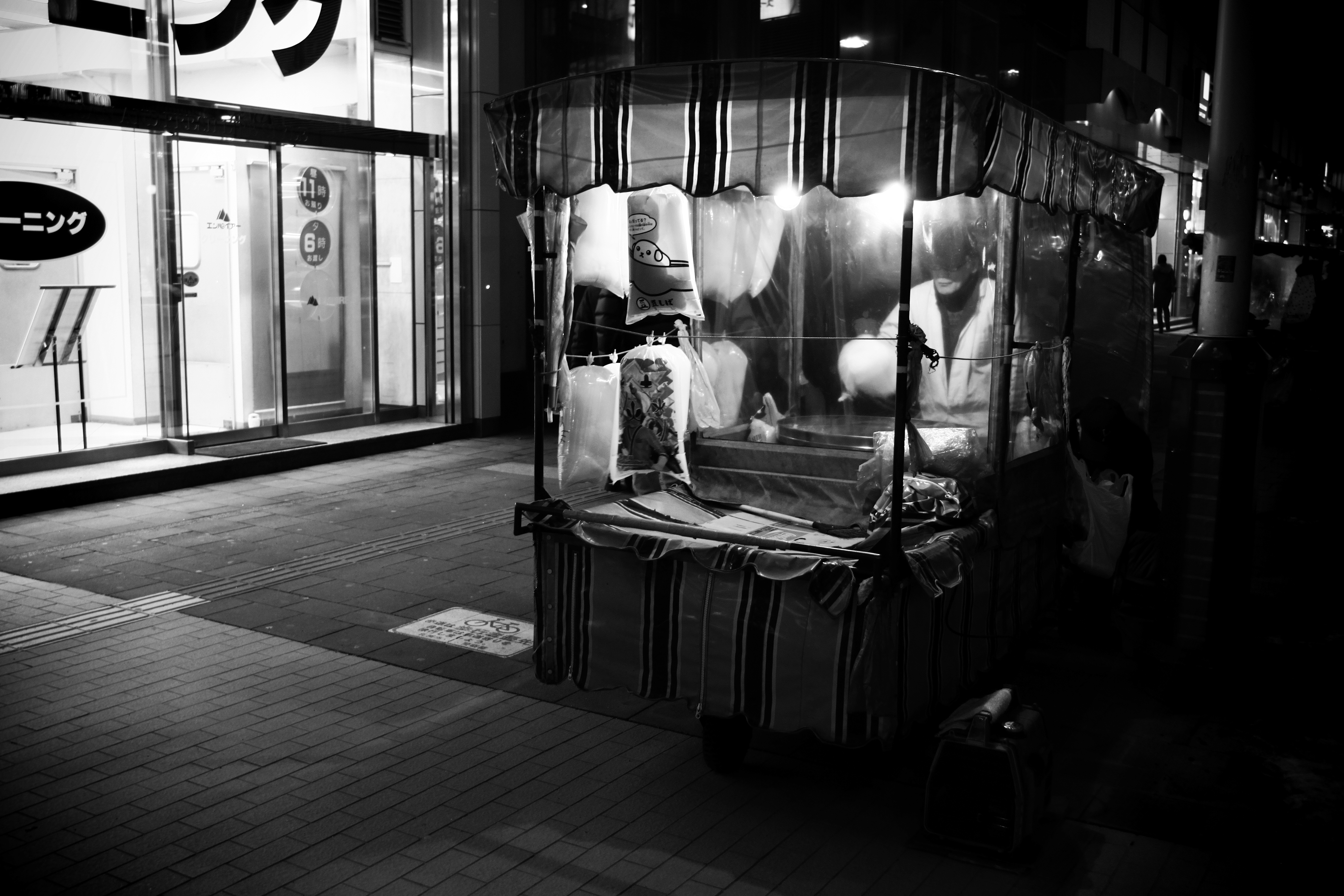
Cửa hàng kẹo bông
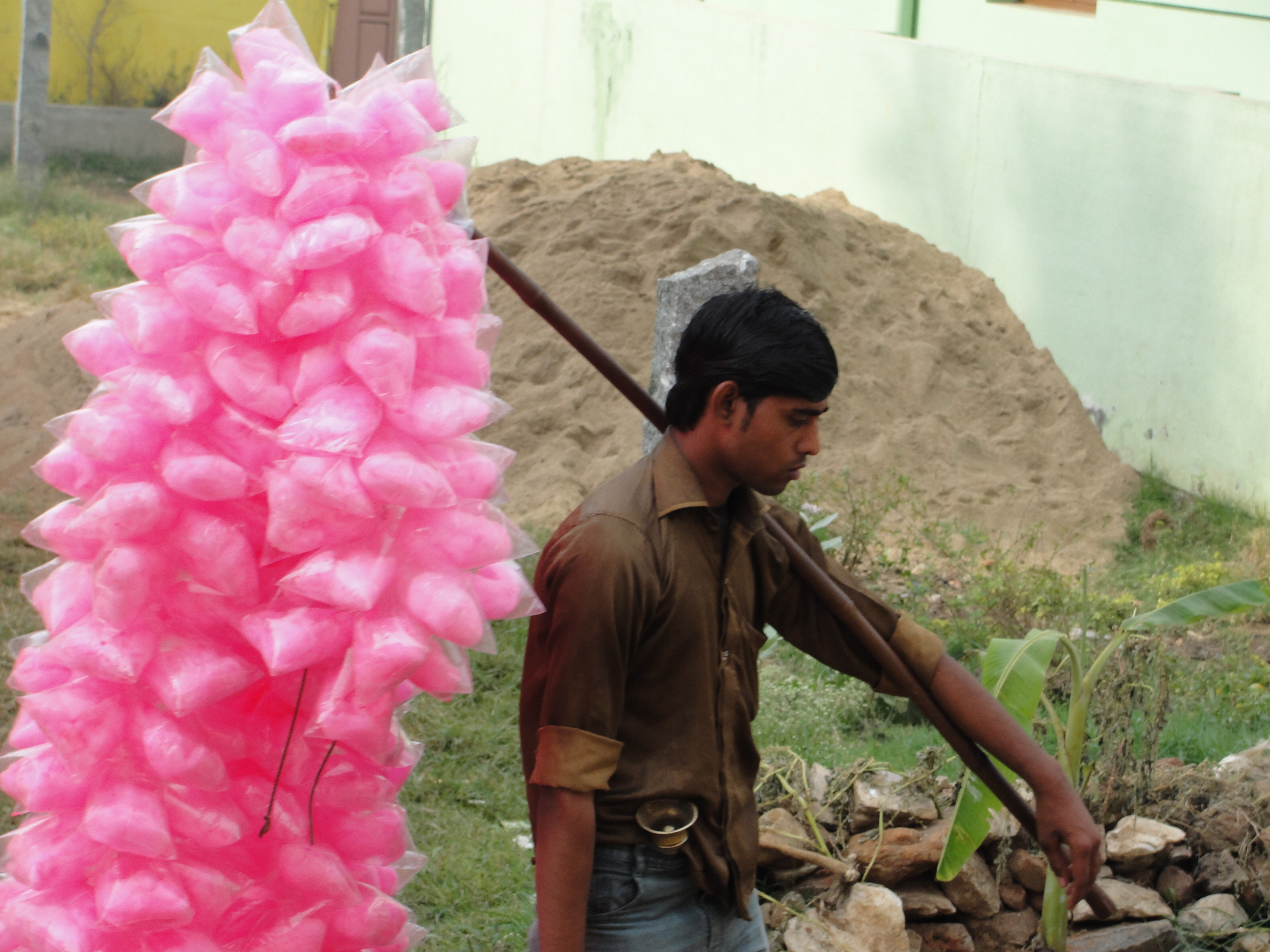
Người bán rong, Bangladesh
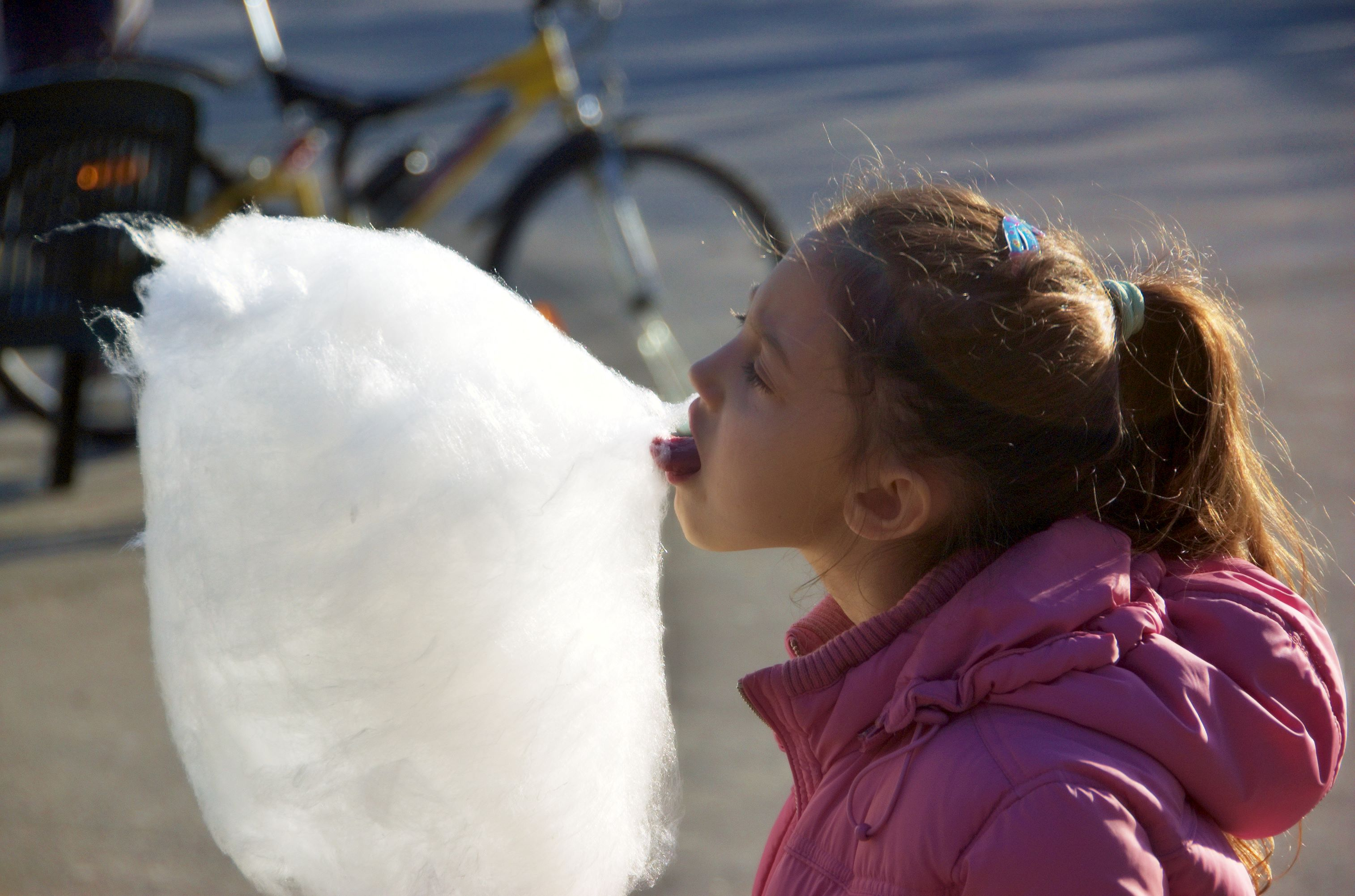
Một cô gái Nga đang ăn kẹo bông

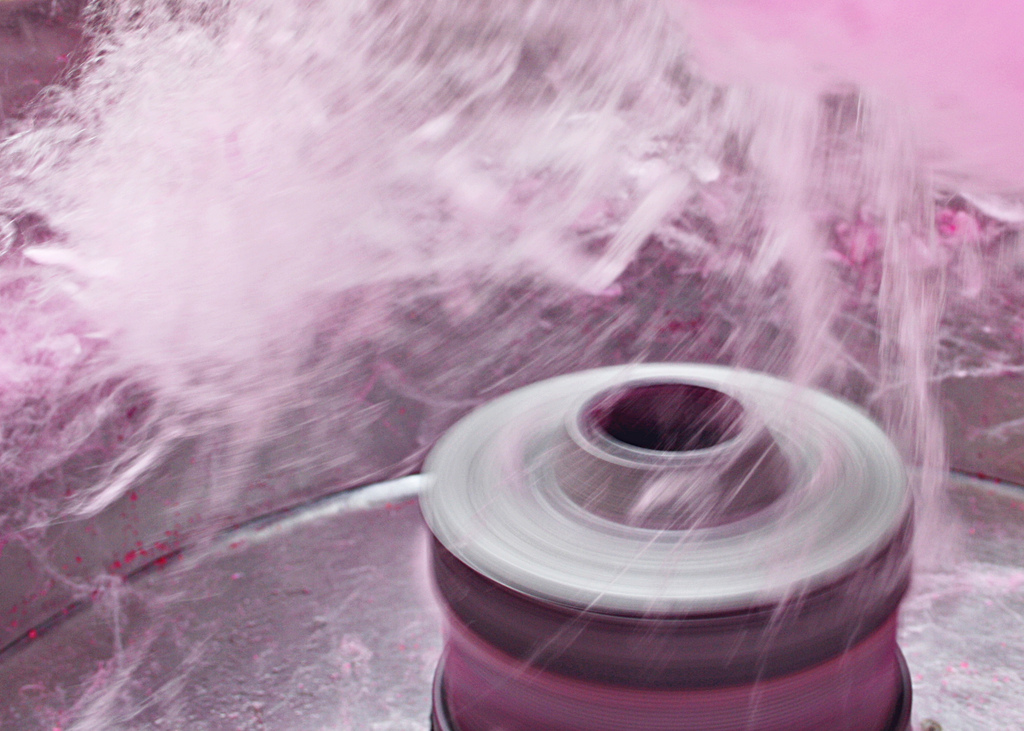
Đầu quay của thiết bị sản xuất kẹo bông
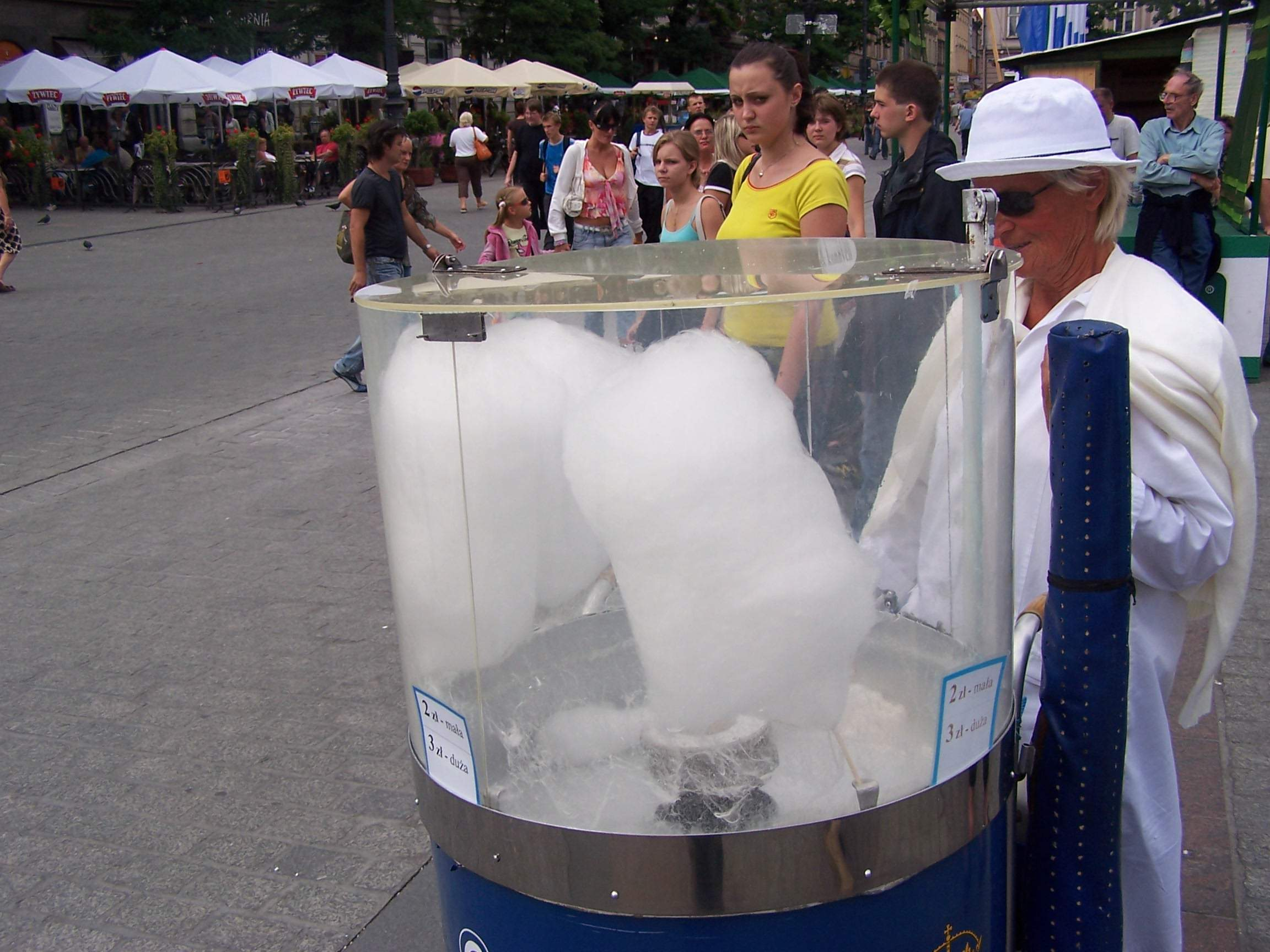
Máy làm kẹo bông ở Ba Lan
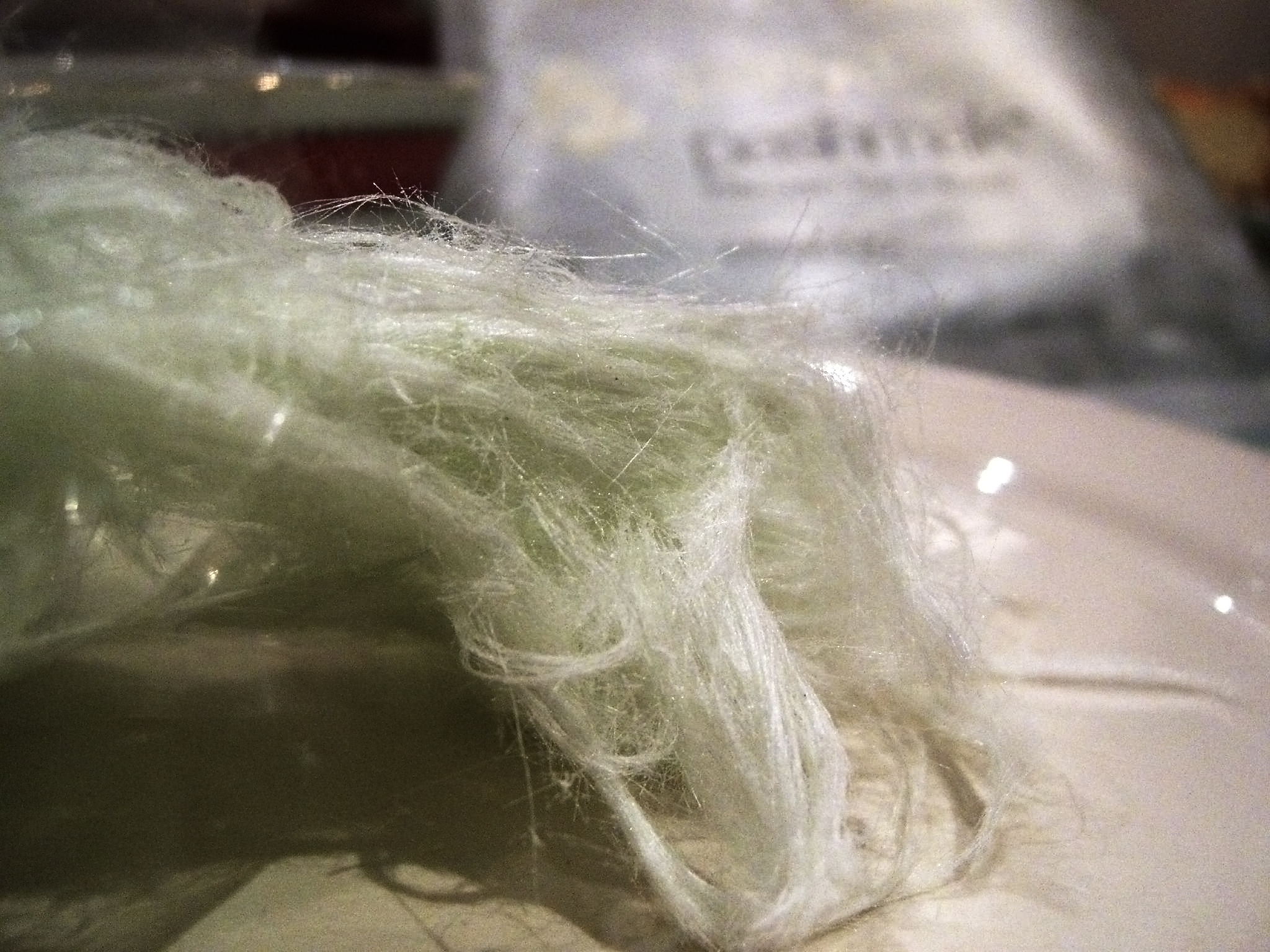
Pashmak, loại của Iran
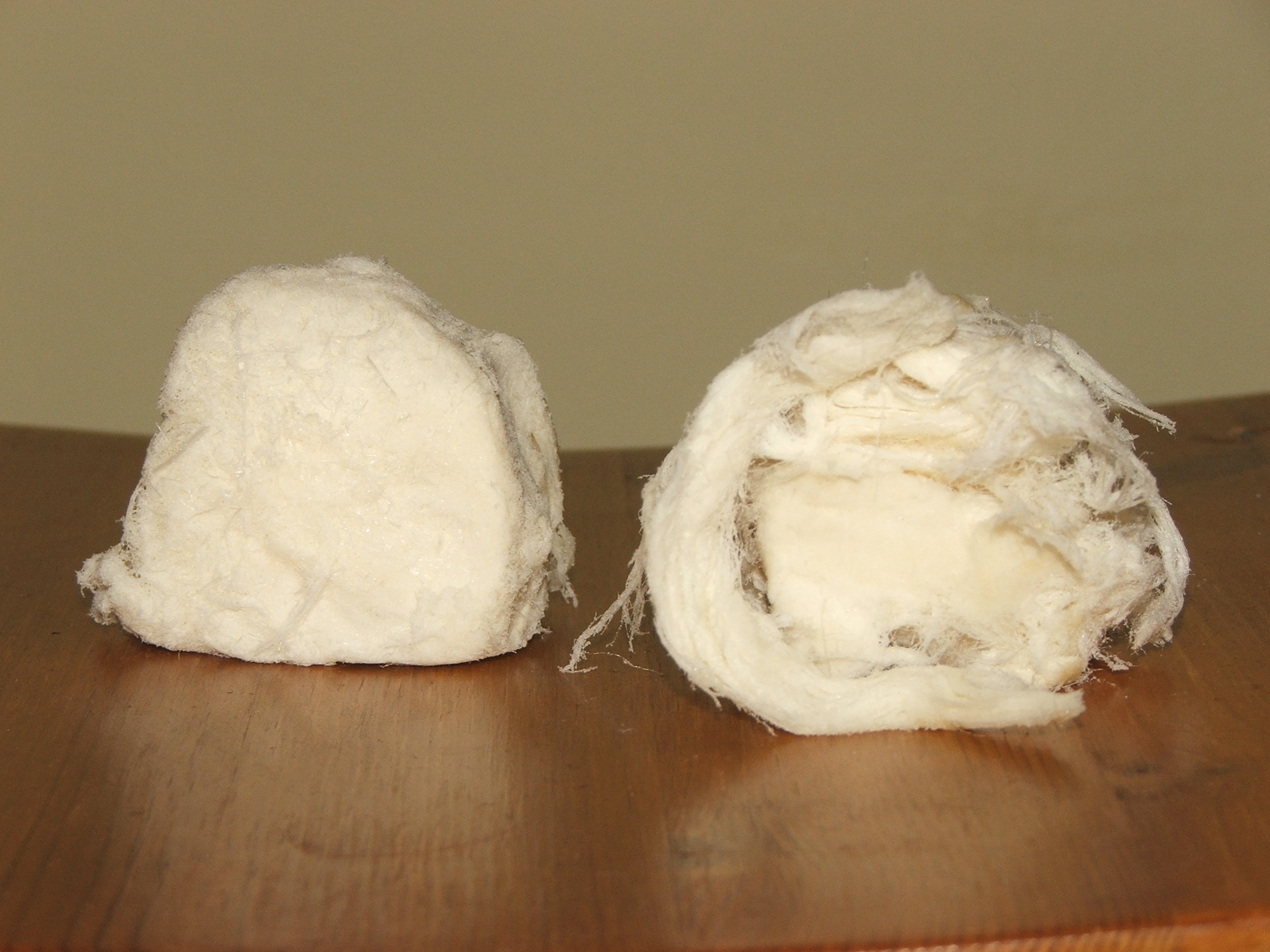
Pişmaniye, loại của Thổ Nhĩ Kỳ
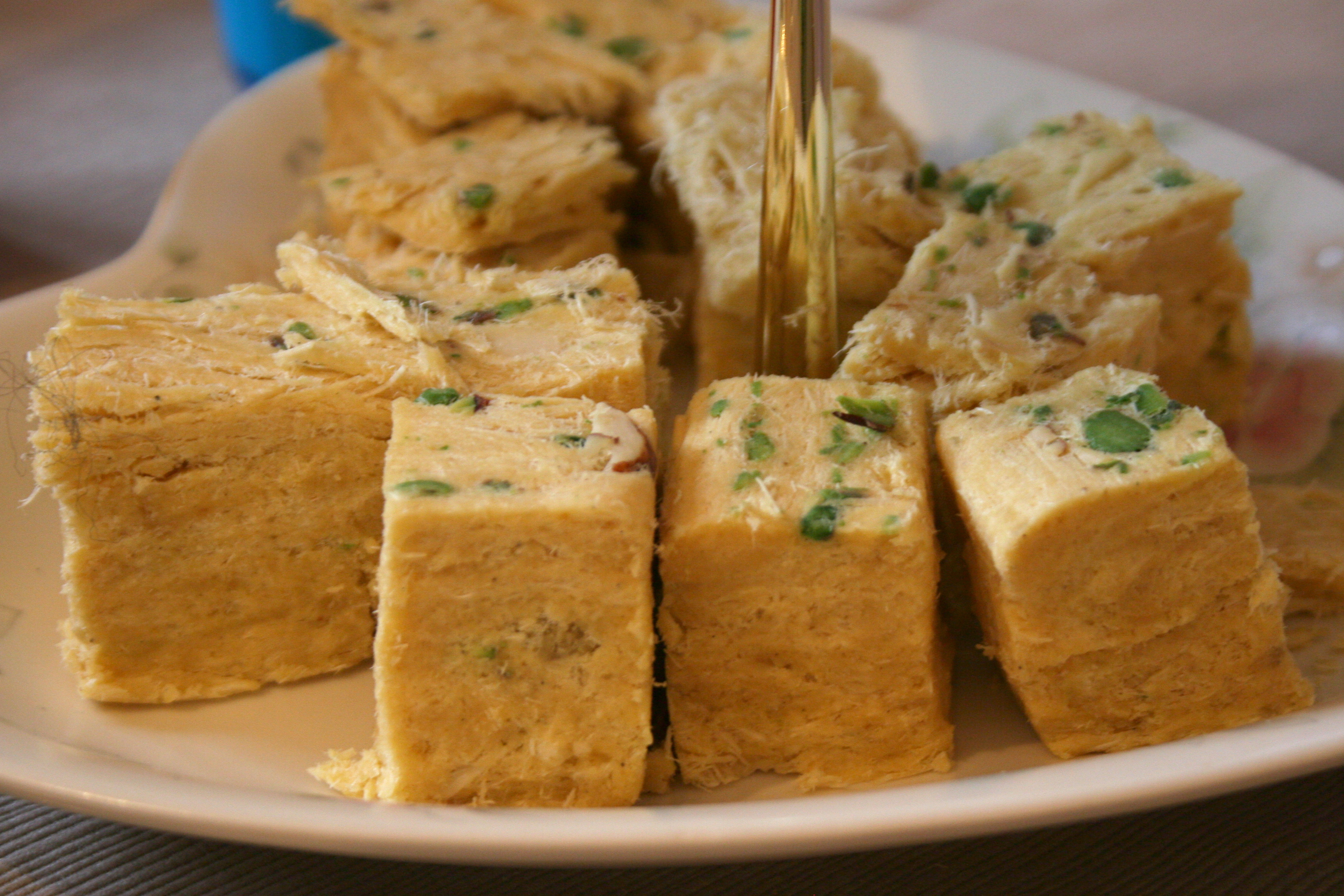
Sohan papdi, loại của Ấn Độ
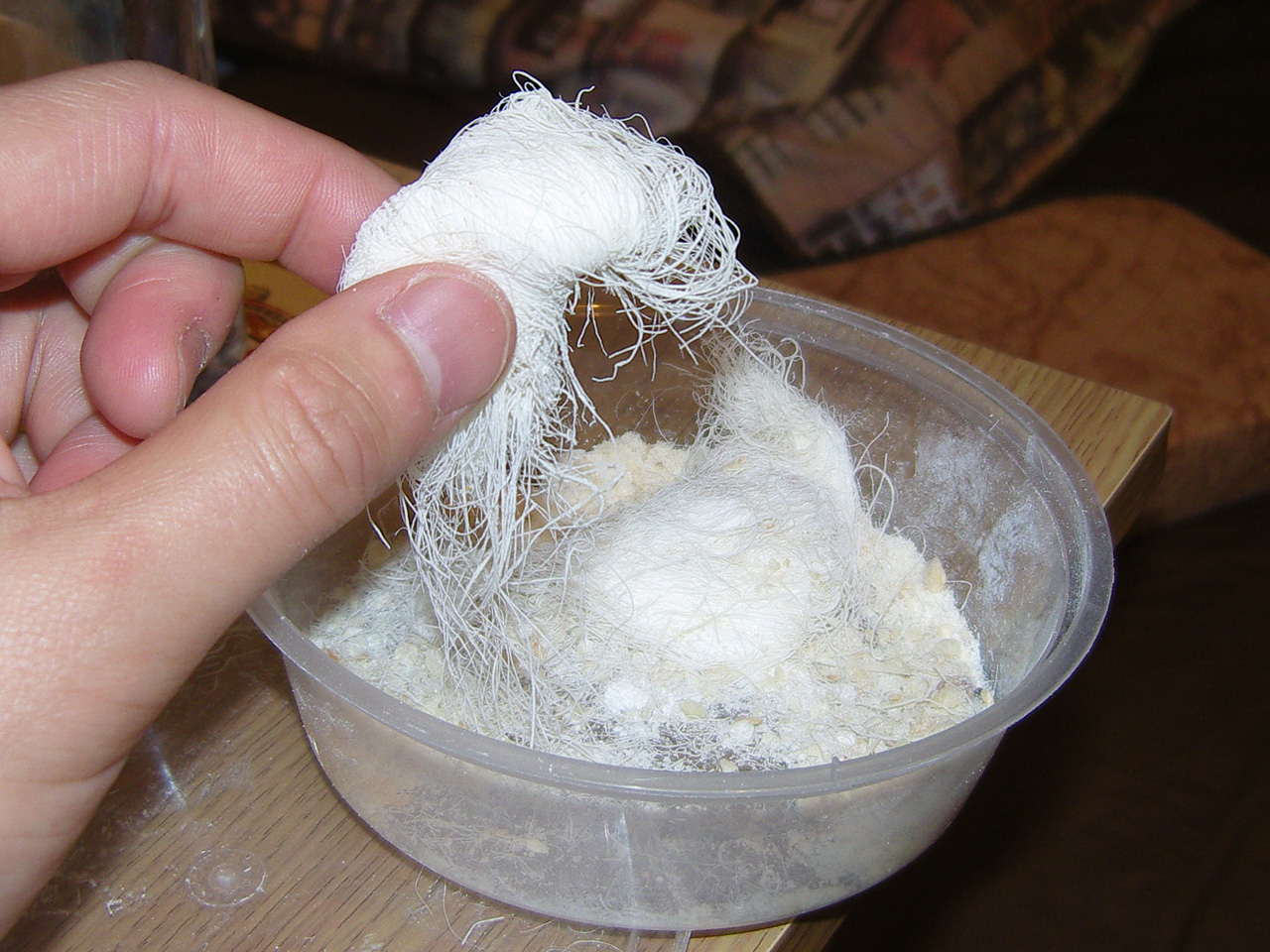
Kẹo râu rồng, loại của Trung Quốc
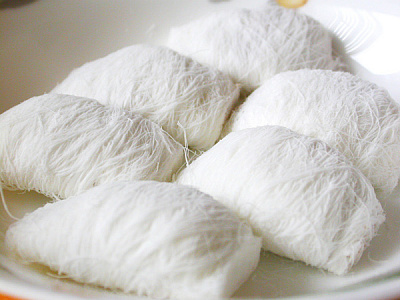
Kkul-tarae, loại của Hàn Quốc